# Temple protestant de Dour
 (juin 2014).
Si vous disposez d'ouvrages ou d'articles de référence ou si vous connaissez des sites web de qualité traitant du thème abordé ici, merci de compléter l'article en donnant les références utiles à sa vérifiabilité et en les liant à la section « Notes et références ».
Le temple protestant ou l'église protestante de Dour est un édifice religieux protestant, classé, situé à Dour, dans la province de Hainaut.

## Historique
Dès la fin du XVIe siècle, la communauté protestante s'organise au Plucquoy, berceau du protestantisme de la région. Elle sera victime de nombreuses persécutions jusqu'en 1783 lorsque Joseph II accorde la liberté religieuse. Depuis le XVIe siècle, Dour compte un certain nombre de familles protestantes. Ces familles adressèrent au gouvernement, en 1788, une demande ayant pour objet de pouvoir ériger un temple. Il fallut toutefois attendre l'époque du royaume uni des Pays-Bas, pour voir se concrétiser cette demande et un temple protestant y fut inauguré en 1827.